# Kyčera (Pieniny)
Kyčera (954 m n.p.m.) – szczyt w słowackiej części Małych Pienin, jeden z najwyższych szczytów tego pasma i najwyższy w całości słowacki szczyt Pienin. Ma dwa wierzchołki, wyższy jest południowo-zachodni. W widoku z przodu przypomina Krywań. Na mapach podawana jest przeważnie tylko jego słowacka nazwa. Nie znajduje się w grzbiecie głównym Małych Pienin, lecz na południe od niego, na wprost Wysokich Skałek, od których oddzielony jest doliną potoku spływającego do Lipnika i okrążającego Kiczerę od północy i zachodu. Od wschodniej strony spływa inny potok, również uchodzący do Lipnika. Oddziela on Kiczerę od innego, nienazwanego wzniesienia. Kiczera ma dość strome stoki i jest porośnięta lasem, ale otoczona jest z wszystkich niemal stron łąkami, od południowej strony bardzo rozległymi. Po wschodniej stronie, nieco poniżej szczytu znajduje się jaskinia.
Nazwa wywodzi się z języka wołoskiego i oznacza górę o szczytowych partiach porośniętych lasem. Jest często używana w różnych formach w Karpatach od Siedmiogrodu aż po morawską Wołoszczyznę. Do IX wieku nazwa Kiczera obejmowała cały masyw Wysokich Skałek.
Kyčera znajduje się na obszarze PIENAP-u i nie prowadzi na nią żaden szlak turystyczny. Jedynie po wschodniej stronie jej podnóży prowadzi zielony szlak ze Stráňan przez Korbalową Przełęcz na grzbiet główny Małych Pienin do połączenia (po wschodniej stronie Wysokich Skałek) z niebieskim szlakiem.

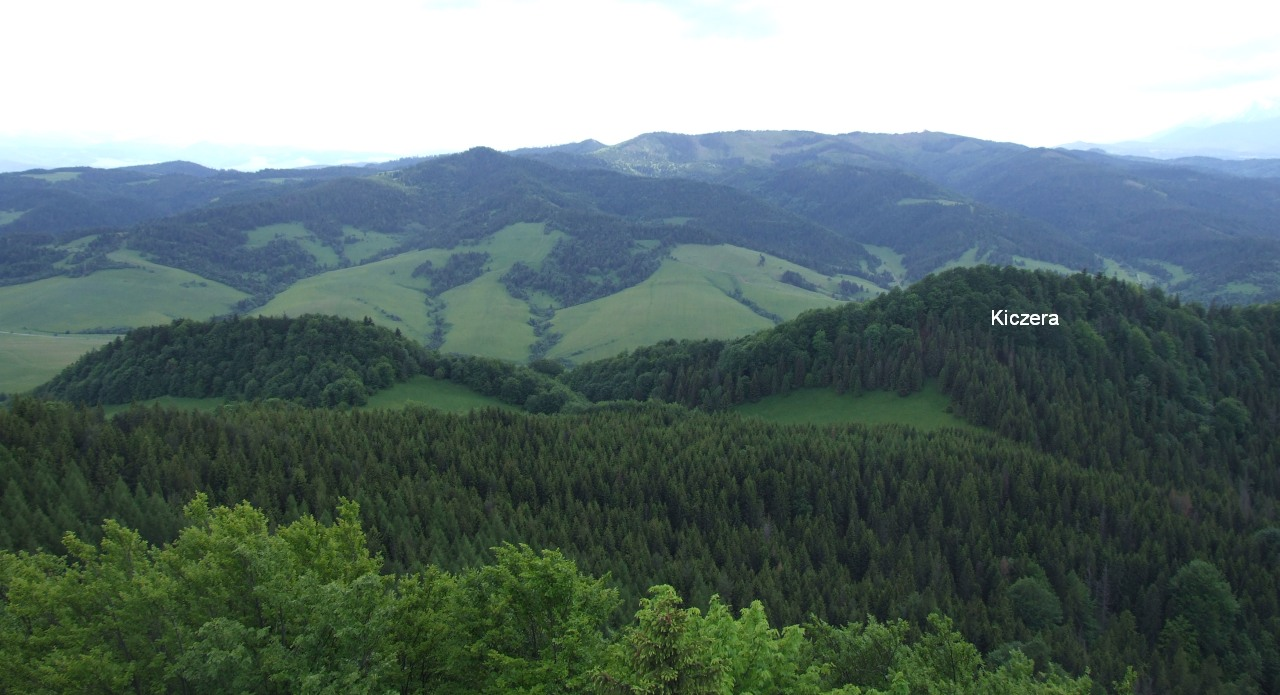
Widok z Wysokiej